# Les Films Osso
Les Films Osso est une ancienne société de production et de distribution française de cinéma, fondée par Adolphe Osso en juillet 1930. Elle est absorbée par Les films Marceau en 1948.

## Historique
En juin 1947, la société est renommée « Société nouvelle des films Osso ». L'année suivante, elle est reprise par Les films Marceau, dirigée par Charles Delac.

## Filmographie partielle

### Films produits
- 1930 : Le Mystère de la chambre jaune de Marcel L'Herbier
- 1931 : Le Parfum de la dame en noir de Marcel L'Herbier
- 1931 : Paris Béguin d'Augusto Genina
- 1931 : L'Aiglon de Victor Tourjanski
- 1931 : Je serai seule après minuit de Jacques de Baroncelli
- 1931 : Arthur de Léonce Perret
- 1931 : Un soir de rafle de Carmine Gallone
- 1931 : Der Herzog von Reichstadt de Victor Tourjanski
- 1931 : Circulez ! de Jean de Limur
- 1931 : Le Chanteur inconnu de Victor Tourjanski
- 1931 : Le Costaud des PTT de Jean Bertin
- 1931 : La Femme de mes rêves de Jean Bertin
- 1931 : Méphisto de Henri Debain et Georges Vinter
- 1932 : Niebla de Benito Perojo
- 1932 : Marie, légende hongroise de Paul Fejos
- 1932 : Le Dernier Choc de Jacques de Baroncelli
- 1932 : Un fils d'Amérique de Carmine Gallone
- 1932 : Faut-il les marier ? de Pierre Billon et Karel Lamač
- 1932 : Une jeune fille et un million de Fred Ellis et Max Neufeld
- 1933 : Les Bleus du ciel de Henri Decoin
- 1937 : L'amour veille de Henry Roussell
- 1946 : Adieu chérie de Raymond Bernard

### Films distribués
- 1937 : Les Horizons perdus (Lost Horizon) de Frank Capra
- 1938 : Vacances (Holiday) de George Cukor
- 1938 : Le Quai des brumes de Marcel Carné